# دریتن (داکوتای شمالی)
دریتن(به انگلیسی: Drayton) شهری در ایالت داکوتای شمالی کشور ایالات متحده آمریکا است که جمعیت آن در سرشماری سال ۲۰۱۰ میلادی، ۸۲۴ نفر بوده‌است.